# ليفيو فرانكيتشيني
ليفيو فرانكيتشيني (بالإيطالية: Livio Franceschini)‏ مواليد 1913، هو لاعب كرة سلة إيطالي. مثّل منتخب بلاده. شارك في مسابقة كرة السلة في الألعاب الأولمبية الصيفية.

## الميداليات
| الميدالية | المسابقة                         |
| --------- | -------------------------------- |
| فضية      | بطولة أمم أوروبا لكرة السلة 1937 |

## روابط خارجية
- ليفيو فرانكيتشيني على موقع سبورتس رفرنس (الإنجليزية)
- ليفيو فرانكيتشيني على موقع أوليمبيديا (الإنجليزية)